# 7328 Casanova
7328 Casanova (1984 SC1) là một tiểu hành tinh vành đai chính được phát hiện ngày 20 tháng 9 năm 1984 bởi A. Mrkos ở Klet.